# Санстефански споразум
Санстефански споразум је био споразум о миру између Русије и Турске после Руско-турског рата (1877—1878) Мировни уговор је потписан 3. марта 1878. у месту Сан Стефану, малом месту западно од Истанбула. Турци су, уплашени присуством руске војске, пред зидовима престонице прихватили услове мира, иако су они Османско царство лишавали готово свих поседа у Европи.
Одлуке овог уговора биле су:
- Србија, Румунија и Црна Гора, до тада вазалне кнежевине добијају независност.
- Русија добија део Бесарабије (данашње Молдавије) који је био у румунском поседу
- Румунија добија Северну Добруџу, турску територију, као компензацију за Бесарабију
- Ствара се Бугарска која је само формално турски вазал и коју у ствари контролише Русија (ова држава би се простирала од Дунава на северу до Егејског мора на југу и од Охрида и Ниша на западу до Црног мора на истоку).[1][2] Русија је покушала да Источно питање реши у своју корист и стварањем Велике Бугарске, обезбеди превласт на Балкану.

Због жестоког противљења европских сила, Србије и Грчке, ревизија Санстефанског уговора извршена на Берлинском конгресу у јуну исте године.

## Заоштравање Велике источне кризе
Русија је овим уговором стекла превласт на истоку. Добијањем Бесарабије, стекла је контролу над Бугарском, а будући да је овој границе раширила до Једрена, Солуна и Истанбула преко ње и над Солунским заливом и мореузима. Чинило се да је руски сан о избијању на топла мора остварен. Велика Британија, "царица мора" никако није хтела да дозволи излазак Русије на Егејско море и контролу над Босфором и Дарданелима јер би се тиме довела у питање њена превласт у источној трговини. Британија је на Босфору штитила Суецки канал и Пут за Индију. Британске лађе су одмах по потписивању уговора ушле у мореузе, а њена дипломатија је заузела претећи став према Русији. Француска и Аустроугарска, свака због сопственог интереса, су стале уз Британију што је Русију довело у ситуацију сличну оној у Кримском рату. Русија је била приморана да се приклони арбитражи великих сила у Берлину исте 1878. Берлински уговор поништио је већину одредаба Санстефанског уговора.

## Србија и Санстефански уговор
Премда никад није спроведен у дело, Санстефански споразум имао је далекосежне последице за Јужне Словене и њихове односе с Русијом. Задовољио је већину легитимних захтева Црне Горе, али је изазвао отпор Румуније и Србије. Бугари су са друге стране били више него задовољни. Неравноправни третман балканских народа погоршао је њихово супарништво и почео да их удаљава од Русије. Споразум је Србији дао независност, али је испуњен тек делић њених територијалних захтева. За српску јавност и политичке лидере ово је била велика неправда, коју су наметнули Руси, a чије разлоге Срби нису могли да разумеју. Мада је влада спречавала разбуктавање јавног антируског расположења, новосадска „Застава“ отворено је оптужила Русију: "Видимо да бугарски народ, уз подршку руских бајонета и под руководством руских државника гори од жеље да постигне панруске циљеве, заузимајући подручје које по географском и етничком положају припада Србији!"
И Јован Ристић, председник српске владе и министар иностраних дела, је био озлојеђен одлукама из Сан Стефана. Могућност да Србија изађе из готово безнадежне ситуације и губитка територија које је ослободила у рату 1877—1878, видео је у незадовољству Беча и Лондона Санстефанским уговором. Две велике силе биле су решене да минирају споразум, посебно његов кључ: велику Бугарску. Српске војничке победе и Ристићева вешта дипломатија учинили су да се добије сагласност Русије о задржавању постојеће војне ситуације, до постизања дефинитивног решења. „Не смемо пристати на улогу пиона која нам је дата“, написао је Ристић шефу српског генералштаба Кости Протићу у марту 1878.
Споразум из Сан Стефана извео је велики заокрет у спољнополитичкој оријентацији Србије, у чему су кнез Милан и министар иностраних дела Ристић одиграли главну улогу. Ристић ће ускоро отићи у Беч, потом у Берлин да брани српска становишта код министра иностраних дела Андрашија и канцелара Ота фон Бизмарка. Ови преговори означиће врхунац Ристићеве дипломатске каријере, a Србији донети значајну корист.
Све до Сан Стефана кнез Милан је био одан Русији, видећи у цару свог природног браниоца. Када је увидео да су два рата Србије c Турском као главни резултат имала стварање велике Бугарске, кнез је схватио да се српска спољна политика заснива на опасној словенској сентименталности. Одлучио је да крене новим правцем, који ће почивати искључиво на интересима Србије. Без понижења за Србију и њену владу, Јован Ристић је дискретно и обазриво извео заокрет ка аустријској спољној политици. Избегавајући журбу и несмотреност, затражио је аустријску заштиту и подршку, добивши је без увреде за Русију, на коју је и даље рачунао током своје бечке мисије и на Берлинском конгресу.